# Katrijn Van Bouwel
Katrijn Van Bouwel (Leuven, 7 december 1981) is een Vlaamse improspeelster, schrijfster en comédienne. Ze speelde onder andere in Spelen met uw leven en in 1000 zonnen waar ze in de huid kroop van festivalfee. Daarnaast was ze te gast in verschillende tv-programma's zoals Scheire en de schepping, De Afspraak en Winteruur. Ze was ook driemaal te gast in de podcast Mosselen om half twee.
Van Bouwel studeerde communicatiewetenschappen (1999-2004) en filosofie (2003-2007). In 2011 was ze laureaat van de Vlaamse Improcup. Ze speelt improvisatietheater bij The Royal Improphonic Orchestra & Theatre (RIOT) en de Lunatics. In mei 2016 werd ze columniste voor Knack Weekend. In september 2018 werd ze columnist bij Charlie Magazine.
In 2016 verscheen haar eerste roman, De muze en het meisje (ISBN 9789044631081). 
- Gemeinsame Normdatei: 1125406224
- International Standard Name Identifier: 0000 0004 5259 8374
- Nederlandse Thesaurus van Auteursnamen: 392807017
- Virtual International Authority File: 317181131
- WorldCat: E39PBJpyj3vG3rgF3b7Fb6y8G3